# 斯特凡诺斯·赫里斯托普洛斯
斯特凡诺斯·赫里斯托普洛斯（希臘語：Στέφανος Χρηστόπουλος，1876年—1906年）是一位希臘摔角手，曾是Gymnastiki Etaireia Patron的成員，該俱樂部於1923年與Panachaikos Gymnastikos syllogos合併成為Panachaiki Gymnastiki Enosi。
克里斯托普洛斯參加1896年雅典奧運會，他在摔角比賽中首輪擊敗匈牙利選手莫姆奇洛·塔帕維卡，在技巧上與對手匹敵，並逐漸磨損對手，直到對手放棄比賽。在準決賽中，克里斯托普洛斯對上了另一位希臘選手喬治·齊塔斯。在齊塔斯在投擲克里斯托普洛斯時，克里斯托普洛斯肩部受傷，最終獲得了銅牌，落後於齊塔斯和德國選手卡尔·舒曼。
十年後，克里斯托普洛斯回到雅典參加1906年屆間運動會，在比賽中參加三個項目。他參加的第一個項目是舉重的雙手舉，他成功舉起108.5公斤，並與其他選手並列第七。他還參加了單手舉，但只舉起了40公斤，在12名參賽選手中排名第11。他還參加了重量級摔角比賽，他在第一輪擊敗了奧地利選手魯道夫·阿諾德（Rudolf Arnold），但在下一輪中輸給比利時的馬塞爾·杜波瓦（Marcel Dubois）。

## 外部鏈接
- 斯特凡诺斯·赫里斯托普洛斯在Olympedia的个人资料和比赛数据
- Lampros, S.P.; Polites, N.G.; De Coubertin, Pierre; Philemon, P.J. & Anninos, C. . Athens: Charles Beck. 1897. (數字版可在 （页面存档备份，存于）)